# Grabów (przystanek kolejowy)
Grabów (ukr. Грабів, ros. Грабов) – przystanek kolejowy w miejscowości Grabów, w rejonie rówieńskim, w obwodzie rówieńskim, na Ukrainie. Leży na linii Zdołbunów – Kowel.